# Передавання даних

## Послідовне і паралельне передавання
У телекомунікації послідовне передавання даних надсилає і приймає елементи, який є символами чи іншими об'єктами даних. Цифрове послідовне передавання — це послідовне відправлення бітів одним дротом, частотою чи оптичним шляхом. Через те, що це вимагає меншої обробки сигналу, і менша ймовірність помилки, ніж при паралельному пересиланні, то швидкість передавання даних по кожному окремому шляху може бути більша. Цей механізм може використовуватися на більш далеких відстанях, бо може легко передаватися контрольна цифра або біт парності.
Паралельним передаванням в телекомунікаціях називається одночасна пересилання елементів сигналу одного символу або іншого об'єкта даних. У цифровому зв'язку паралельним передаванням називається одночасне пересилання відповідних елементів сигналу по двох або більшій кількості шляхів. Використовуючи безліч електричних дротів, можна передавати кілька біт одночасно, що дозволяє досягти більш високих швидкостей пересилання, ніж при послідовному передаванні. Цей метод застосовується всередині комп'ютера, наприклад, у внутрішніх шинах даних, а іноді і в зовнішніх пристроях, таких, як принтери. Основною проблемою при цьому є «перекіс», тому що дроти при паралельному передаванні мають трохи різні властивості (не спеціально), тому деякі біти можуть прибути раніше за інші, і це може пошкодити повідомлення. Біт парності сприяє скороченню помилок. Проте електричний дріт при паралельному передаванні даних менш надійний на великих відстанях, оскільки імовірність порушення сигналу набагато вища.[джерело?]

## Синхронізація
Синхронізація в паралельних інтерфейсах: проблема синхронізації в системах паралельного передавання даних на Фізичному рівні насправді є досить нескладною. Застосовуючи генератор тактових імпульсів, передавач точно вказує приймачу, коли в каналі зв'язку перебувають дійсні дані.
Якщо швидкість пересилання даних і відстань між пристроями перебувають у межах, що дозволяють бути впевненими в тім, що в переданих сигналах немає зрушень по фазі, інформація, надавана генератором тактових імпульсів, достатня для того, щоб уникнути неправильної вибірки даних з каналу зв'язку.
Синхронізація в послідовних інтерфейсах: Коли для передавання даних між передавачем і приймачем доступний тільки один канал зв'язку, проблема синхронізації стає більше складною. У послідовних системах існує два основних способи синхронізації передавача й приймача. Один з них ґрунтується на неявній синхронізації взаємодіючих пристроїв і називається асинхронним обміном даними, інший базується на явній синхронізації при обміні інформацією й відповідно називається синхронним обміном даними.

## Асинхронне передавання даних
Використання терміна «асинхронна» для опису схеми узгодження за часом, у якій передавач і приймач не обмінюються явною синхронізувальною інформацією, є досить невдалим. Для обміну осмисленою інформацією пара передавач-приймач завжди повинна бути синхронізована між собою. Термін асинхронний ставиться до відповідного періоду часу, через який передавач і приймач повинні бути синхронізовані.
В асинхронних системах він, як правило, є дуже нетривалим (звичайно один символ з відомого кодового набору, такого як ASCII — American Standard Code for Information Interchange, американський стандартний код для обміну інформацією). Відповідно термін «посимвольне пересилання» краще підходить для опису асинхронного обміну інформацією.
У таких системах, моделлю яких може служити людина, що натискує клавіші, час між передаванням послідовних символів (міжсимвольний інтервал) різний, звідси й походження терміна «асинхронний». При натисканні на клавішу клавіатура генерує код, що звичайно складається з 10 біт (стартовий біт, 7 біт даних, біт парності й стоповий біт). Щоб одержати ці 10 біт без помилок, приймач повинен прийняти їх з каналу зв'язку в правильний момент. Інакше кажучи, передавач і приймач повинні бути синхронізовані. В ідеалі приймач повинен витягати кожний біт точно посередині інтервалу проходження цього біта, щоб прийом був максимально безпомилковим. При швидкості зв'язку 1200 біт/с кожний біт з'являється в каналі зв'язку приблизно на 830 мкс (1/1200). Тому, щоб точно прийняти кожний біт, інтервал вибірки повинен становити близько 830 мкс. У такому випадку проблемою є визначення моменту, коли варто починати вибірку.

### Стартовий біт
Стартовий біт дозволяє вирішити цю проблему. Початок стартового біта відзначається в лінії зв'язку переходом зі стану з деякою позитивною напругою в стан відсутності напруги (тобто «земля»). Стартовий біт простіше всього собі представити як «дзвінок будильника» для приймача. Коли приймач зауважує передачу, що сигналізує про появу стартового біта, вона просто відраховує половину інтервалу передачі біта (у нашім прикладі це 415 мкс) і здійснює першу вибірку.
Для зчитування решти дев'яти біт символу приймач відраховує дев'ять рівних інтервалів по 830 мкс кожний, здійснюючи вибірку даних з лінії наприкінці цих інтервалів. Таким чином, передавач і приймач залишаються синхронізовані протягом пересилання символу й не мають потреби в обміні явною синхронізувальною інформацією. Звичайно, асинхронний метод обміну даними залежить від ступеня точності ходу незалежно працюючих годинників у передавачі й приймачі.
Крім цього асинхронний обмін працює добре тільки за низької швидкості передавання даних, коли інтервали знаходження бітів у каналі зв'язку відносно великі. При швидкості пересилання 45 Мбіт/с кожний біт присутній у лінії зв'язку тільки 0,002 мкс. Такий короткий інтервал часу робить асинхронні технології з їхніми неявними механізмами синхронізації зовсім невідповідними для безпомилкової передачі даних на фізичному рівні.

## Синхронне передавання
Коли кількість біт, переданих від передавача до приймача, перевищує деяке невелике число для синхронізації пристроїв, що обмінюються даними, потрібен обмін явною синхронізуючою інформацією. Для послідовної лінії зв'язку тільки з одним комунікаційним каналом така синхронізуюча інформація повинна бути добавлена у самі дані.
Таке пересилання, коли узгодження в часі повинне підтримуватися протягом тривалих періодів (тобто часу передавання безлічі біт) і передавач надає синхронізуючу інформацію, як частину потоку даних, називається синхронною. Щоб використовувати вузькосмугові сигнали для синхронізації, необхідно переконатися в тому, що в потоці даних часто зустрічаються переходи (від 1 до 0 і навпаки).

## Типи каналів зв'язку
- Симплекс
- Напівдуплекс
- Дуплекс
- Точка-точка
- Багатоточкова:
  - Шина
  - Кільце
  - Зірка
  - Mesh мережі
  - Безпровідна мережа

## Швидкість пересилання даних
На початку 2015 року, британські вчені досягли швидкості передавання даних в 1 Тбіт/с.
На початку червня 2025 року міжнародний консорціум, до якого увійшли фінський центр суперкомп’ютерних обчислень CSC, нідерландська наукова мережа SURF та компанія Nokia, провів рекордний експеримент: була здійснена передача даних зі швидкістю 1,2 Тбіт/с на відстань 3500 км.

### Швидкість передачі даних з космосу на Землю
Згідно повідомлення NASA, за допомогою лазерів, зі супутника було здійснено передачу 3,6 Тб даних за 6 хвилин. Дослідники також повідомили про встановлення нового рекорду в швидкості передачі даних між супутниками, що обертаються на орбіті нашої планети і Землею. Лазерна система забезпечила пропускну здатність 200 Гбіт/с.
Для передачі даних інженери використовували систему TeraByte InfraRed Delivery (TBIRВ), встановлену на супутнику PTD-3. У червні 2022 року з її допомогою вперше вдалося передати дані з орбіти зі швидкістю понад 100 Гбіт/с. Новий рекорд, досягнутий в кінці квітня, в два рази збільшує обсяг даних, які супутник може передати за шестихвилинний проліт над наземною станцією. TBIRВ використовує замість традиційних радіохвиль лазерний зв’язок. Потік даних шифрується за допомогою коливань оптичних хвиль в лазерному промені. PTD-3 — тестовий супутник кубсат, а пристрій TBIRВ за розміром не більше коробки з серветками. Такого невеликого і компактного пристрою досить для обміну даними. Дослідники продовжать тестувати можливості оптичного космічного зв’язку під час майбутньої місії «Артеміда-2» на Місяць. З його допомогою астронавти зможуть передавати відео в високій якості фактично в режимі реального часу.